# Simon de Harenne
Simon Jean-Baptiste Herman de Harenne (Hodimont, 8 september 1850 - Luik, 28 maart 1918) was een Belgisch edelman.

## Geschiedenis
- In 1628 verleende keizer Ferdinand II erfelijke adel en toevoeging van het partikel von aan André Harenne.
- In 1715 werd de titel ridder toegekend door keizer Karel VI aan Jean-André Harenne, zoon van André.
- In 1769 werd de titel ridder toegekend door graaf von Zeyll aan de broers Albert en Jean-Lambert de Harenne.
- In 1834 werd Jean-Baptiste de Harenne ingeschreven onder de edellieden van het Pruisisch Rijngebied.

## Simon de Harenne
- Simon de Harenne was een kleinzoon van Jean-Baptiste (hierboven) en een zoon van Herman de Harenne, officier in het Pruisisch leger. Hij nam de Belgische nationaliteit aan in 1872 en in 1886 werd hij toegelaten tot de Belgische adel met de titel ridder, overdraagbaar bij eerstgeboorte. Hij trouwde in 1875 in Chaudfontaine met Lucie Henvard (1857-1946). Ze kregen vijf kinderen.
  - Herman de Harenne (1876-1942) trouwde in Sint-Joost-ten-Node in 1900 met Emma Raspoet (1878-1947). Het echtpaar kreeg tien kinderen, met afstammelingen tot heden.
  - Charles de Harenne (1888-1975), burgemeester van Stoumont, trouwde in Luik in 1913 met Marcienne Colin-Wauters (1893-1981). Het echtpaar kreeg 4 kinderen, met afstammelingen tot heden.